# Discomorphus magnifoliatus
Discomorphus magnifoliatus is een pissebed uit de familie Bopyridae. De wetenschappelijke naam van de soort is voor het eerst geldig gepubliceerd in 2008 door Markham.